# Dysstroma hemiagna
Dysstroma hemiagna är en fjärilsart som beskrevs av Louis Beethoven Prout 1938. Dysstroma hemiagna ingår i släktet Dysstroma och familjen mätare. Inga underarter finns listade i Catalogue of Life.